# Inekaren
Inekaren és una organització revolucionària fundada el 22 de desembre de 2008 a les illes Canàries.
Inekaren té dos objectius principals, la revolució nacional per assolir la independència d'Espanya i la revolució social. L'organització es defineix com: Independentista, socialista, anticapitalista, antifeixista, ecologista, nacionalista i pro amazigh.
Inekaren cerca una educació igual per a tothom i ha promogut activitats cap aquest objectiu tant a la Universitat de La Laguna com en altres llocs.
Inekaren va ingressar al congrés mundial Amazigh el gener de 2013.